# Carmine Fatico
Carmine "Charley Wagons" Fatico (19 de enero de 1910 East New York, Brooklyn-1 de agosto de 1991) fue un poderoso Caporegime de la familia criminal Gambino de Nueva York. Fatico es más conocido por ser uno de los primeros mentores del jefe de los Gambino John Gotti.

## Biografía
Fatico era un hombre bajo y delgado, conocido más por su inteligencia que por su potencia física. Sin embargo, no se arredraba ante la violencia brutal cuando lo consideraba necesario. Se convirtió rápidamente en uno de los principales capos de la familia Gambino debido a su lealtad y obediencia infalibles, y a su incansable e innovadora capacidad para ganar dinero. El apodo de Fatico "Charley Wagons" aludía a su afición por secuestrar camiones de transporte. Carmine Fatico tenía un hermano, Daniel Fatico, que era su compañero en todas sus andanzas.
Fatico fue uno de los primeros miembros de la familia criminal Mangano, precursora de la familia Gambino. Su historial de arrestos se remonta a la década de 1930, y acabaría incluyendo hurto mayor, apuestas ilegales y asalto criminal.
En 1951, el mafioso Albert Anastasia tomó el control de la familia Mangano y puso a Fatico a cargo de todas las operaciones de la familia en East New York. Alrededor de 1952, John Gotti, de 12 años, empezó a hacer recados para los mafiosos en la casa club de Fatico en East New York. Tras el asesinato de Anastasia en 1957, Carlo Gambino se hizo cargo de lo que sería la familia criminal Gambino y mantuvo a Fatico como capo del este de Nueva York. En 1966, Fatico comandaba una pandilla de aproximadamente 120 hombres, entre los que se encontraban capitanes y soldados hechos y asociados no hechos.
En 1972, Fatico trasladó su banda del este de Nueva York a una nueva base de operaciones en Ozone Park, Queens. Al parecer, estaba descontento con la cambiante composición étnica de East New York, y además quería estar más cerca del aeropuerto Kennedy, una nueva e importante fuente de ingresos para su familia. En Ozone Park, Fatico compró un club social y lo llamó Bergin Hunt and Fish Club.  El nombre era un guiño a la calle Bergen, en el este de Nueva York, en el antiguo barrio del grupo. Ese mismo año, Fatico puso a Gotti a cargo de todas las operaciones de juego ilegal en East New York. Fatico no tardó en admirar la capacidad de Gotti para obligar a los deudores a pagar.
Fatico llevó a cabo el secuestro de cargamentos en el Aeropuerto John F. Kennedy y en el muelle de Brooklyn. Se dedicaba a la venta de mercancía robada, a la usura, a las apuestas, a los juegos de dados flotantes, a los casinos ilegales, a las apuestas deportivas y a la explotación de máquinas de póker de botón. Se calcula que la banda de Fatico recaudaba aproximadamente 30 millones de dólares al año.
El 23 de mayo de 1972, Fatico fue acusado en el condado de Suffolk, Nueva York por cargos de usura y conspiración. En 1973, Fatico fue acusado de nuevo en el condado de Suffolk por una nueva serie de cargos de usura. Como condición para obtener la libertad bajo fianza, Fatico tuvo que mantenerse alejado de su banda. Fatico designó a Gotti como capo en funciones, informando directamente al subjefe Gambino Aniello Dellacroce.
A mediados de la década de 1970, Fatico y varios miembros de su equipo fueron acusados de robar 98 bolsas de correo con 3 millones de dólares en efectivo y valores que habían llegado al aeropuerto en un vuelo de Air France. Los cargos también incluían el robo de abrigos de piel. Sin embargo, cuando el caso fue a juicio en 1976, terminó en un juicio nulo. Para evitar un nuevo juicio, Fatico se declaró culpable de un cargo de robo de los abrigos y fue condenado a cinco años de prisión.
Gotti sucedió a Fatico como capo de la banda de Bergin en 1977, no mucho después de que lo hicieran un miembro de la familia.
El 1 de agosto de 1991, Fatico falleció por causas naturales a la edad de 81 años. Está enterrado en el Cementerio de San Juan en Middle Village, Queens.